# Мари-Жозеф Анжелика
Мари-Жозеф Анжелика (фр. Marie-Josèphe dite Angélique; ум. 21 июня 1734, Монреаль) — чернокожая рабыня португальского происхождения, проживавшая в Новой Франции (современная канадская провинция Квебек). Её судили и признали виновной в поджоге дома своего владельца, в результате которого сгорела большая часть того, что сейчас известно как Старый Монреаль. Ранее было принято считать, что Анжелика была действительно виновна, но потом получила распространение версия, что она была невиновна и была осуждена больше на основании её репутации мятежной беглой рабыни, чем на основе фактических доказательств. Согласно другой теории, она была виновна в преступлении, но таким образом бунтовала против рабства. Историки не пришли к единому мнению относительно фактической вины или невиновности Анжелики.

## Ранние годы
Анжелика родилась около 1705 года на Мадейре, тогда ещё колонии, а не неотъемлемой части Португалии, которая занимало важной место в прибыльной трансатлантической работорговле. Она была продана фламандцу по имени Никус Блок или Николас Бликер, который привёз её в Новый Свет. Анжелика проживала в Новой Англии до 1725 года, когда была продана влиятельному французскому предпринимателю из Монреаля по имени Франсуа Пулен де Франшвиль, а после его смерти в 1733 году перешла в собственность его жены Терезе де Куань. Рабы в Новой Англии и Новой Франции были главным образом задействованы в домашнем хозяйстве в отличие от южной части нынешних США, где экономика во многом была основана на рабском труде на плантациях. Таким образом Анжелика работала в доме Франшвилля в Монреале и иногда помогала по хозяйству на маленькой семейной ферме на острове Монреаль, которая преимущественно использовалась для производства припасов для торговых экспедиций Франшвилля.
В Монреале Анжелика родила троих детей: мальчик, появившийся на свет в 1731 году, прожил всего один месяц, и близнецы, родившиеся в 1732 году и умершие в течение первых пяти месяцев своей жизни. Отцом, упомянутым в записях о крещении, был Жак Сезар, чернокожий раб с Мадагаскара, принадлежавший Игнасу Гамелену, другу Франшвилля. Неизвестно, стали ли Анжелика и Сезар любовниками по собственному желанию или же их свели их хозяева, для которых это могло иметь выгоду, так как дети рабов сами становились рабами и собственностью владельцев матери.
В течение года, предшествовавшего пожару и суду над ней, Анжелика имела отношения с белым наёмным слугой Клодом Тибо, нанятым Франшвиллями. После смерти Франшвилля в ноябре 1733 года его супруга занялась торговыми делами семьи и обустройством поместья. В начале 1734 года, занимаясь делами поместья в Труа-Ривьере, вдова попросила своего шурина Алексиса Моньера оставить ей временно для помощи его раба и его же наёмного слугу Клода Тибо.
22 февраля, в момент отсутствия в поместье вдовы Франшвилль, Анжелика и Тибо попытались бежать в Новую Англию, перебравшись через замёрзшую реку Святого Лаврентия и остановившись, чтобы забрать хлеб, который Тибо спрятал в сарае в Лонгейле, готовясь к бегству. Однако трудности зимнего путешествия вынудили их укрыться в Шатоге, недалеко от дороги Шамбли, где они ждали улучшения погодных условий. Через пару недель они были схвачены и возвращены в Монреаль тремя капитанами милиции, действовавшими в качестве местной полиции. Тибо был заключён в тюрьму 5 марта и освобождён из неё только 8 апреля, за день до пожара. Анжелика несколько раз навещала его в тюрьме и приносила еду.
Анжелику же просто вернули вдове Франшвилль, которая никак не наказала её за попытку побега, возможно, потому что уже собиралась её продать. В ходе судебного процесса говорилось, что Тереза де Франшвилль оказалась неспособной контролировать Анжелику и намеревалась принять предложение одного из деловых партнёров её покойного мужа, Франсуа-Этьена Кюнье, обменять её на 600 фунтов пороха. Предложение было сделано при условии, что вдова покроет расходы на переправку Анжелики в Квебек, где проживал Кюнье. Страх быть проданной и, возможно, оказаться в Вест-Индии, вероятно послужил мотивом для попытки её побега.
Отношения между рабыней и её госпожой становились всё более напряжёнными. Вдова Франшвилль уволила наёмную служанку Луизу Пуарье из-за ссор и разногласий между ней и Анжеликой. Анжелика пообещала госпоже, что она справится со всей работой лучше, чем Пуарье, возможно, надеясь, что её усердие заставит госпожу смягчиться и оставить её. Вдова уступила ей, но пообещала Пуарье, что свяжется с ней после того, как Анжелика будет отправлена в Квебек.
После своего освобождения Тибо навестил Франшвилль, чтобы потребовать невыплаченного ему жалованья. Она заплатила, но предупредила Тибо, чтобы он никогда больше не заходил в её дом. Рассерженная, она также подтвердила ему, что Анжелика действительно была продана и будет отправлена в Квебек, как только река очистится ото льда. Тибо проигнорировал приказ держаться подальше и несколько раз навестил Анжелику, пока хозяйки не было дома. Поскольку всё это происходило в начале апреля, они оба осознавали, что река Святого Лаврентия вскоре станет проходимой для судов и что Анжелика ещё недолго пробудет в Монреале. Анжелика поведала служанке, что собирается снова бежать, и вполне возможно, что они обсуждали поджог, который бы отвлёк внимание от её побега.

## Пожар 10 апреля 1734 года
В семь часов вечера в субботу, 10 апреля 1734 года, жители Монреаля покидали вечернюю молитву, когда караульный забил тревогу: «Пожар!» Пожар начался на южной стороне улицы Сен-Поль и распространялся на восток от улицы Сен-Жозеф (улица Сен-Сюльпис). Огонь был настолько сильным, что к нему невозможно было подобраться вплотную. Многие жители города пытались укрыться в Отеле-Дьё, но из-за сильного ветра, дувшего с запада, огонь распространился и уничтожил больницу менее чем за три часа. Ещё 45 домов было разрушено, а из-за общей паники многие дома и монастырь были разграблены.
Следующая запись в дневнике сестры Вероники Кюйлерье иллюстрирует внезапность пожара и трудности его тушения:

10 апреля [1734] всё было очень спокойно и наши мысли были далеки от возможности какого-либо рокового несчастья, но в 7 часов вечера, во время нашего отдыха, мы услышали крик о пожаре. В этот момент мы все поднялись, чтобы увидеть место его нахождения. Его увидели в соседнем доме. Мы бросились на борьбу с огнём, но Господь не позволил нам преуспеть в ней. Все укрылись в нашей церкви, думая, что мы спасёмся там, но пламя так яростно поднялось к церкви, находившейся как раз через дорогу от горящих домов, что вскоре мы оказались охвачены пламенем.

Поползли слухи, что Анжелика устроила пожар, поздним вечером садовник монастыря даже поведал ей об этих слухах, которые она отвергла. Источником для них, по-видимому, послужили комментарии Мари-Манон, молодой рабыни, принадлежавшей соседке госпожи Анжелики, Бери де Эссар, которая утверждала, что слышала, как Анжелика говорила, что её госпожи не будет в доме в эту ночь. К тому времени, как пожар был потушен, среди жителей уже сложилось мнение, что это Анжелика устроила пожар. Её нашли в саду нищих Отеля-Дьё и отправили в королевскую тюрьму, где она ожидала официального обвинения. Позднее был также выдан ордер на арест Тибо, но, хотя его и видели утром следующего вторника после пожара (два дня спустя), к тому времени, когда судебные приставы могли его арестовать, он исчез и больше никогда не появлялся в Новой Франции.

## Суд и казнь
Анжелику обвинили и судили. Французское законодательство того времени позволяло арестовывать подозреваемого на основании «общественного знания», когда местная община соглашалась с тем, что подозреваемый виновен. За следующие шесть недель сторона обвинения вызвала в суд большое количество свидетелей, ни один из которых не утверждал, что видел, как Анжелика устроила пожар, но все они высказывали уверенность, что это сделала она. Они подолгу рассказывали о том, что Анжелика была дурно воспитанной рабыней, которая часто ругалась со своими хозяевами, но никаких убедительных доказательств её вины в поджоге представлено не было.
Разочарованные отсутствием достаточных доказательств вины Анжелики обвинители даже подумывало о том, чтобы попросить разрешения применить пытки до вынесения окончательного судебного решения, что было крайне редкой процедурой, допускавшейся в Новой Франции. Однако внезапно появился нужный очевидец: Амабль, пятилетняя дочь Алексиса Моньера. Она дала показания, что видела, как Анжелика несла лопату углей на чердак дома в тот день, когда начался пожар. Это свидетельство в итоге позволило прокурору закрыть дело, а судья и четыре члена комиссии, которых он вызвал для участия в вынесении приговора, согласились с тем, что Анжелика была виновна. Исследователь Богран-Шампань отмечает, что никто не задавался вопросом, почему Амабль потребовалось так много времени, чтобы выступить на суде в городе, где пожар и суд очевидно широко обсуждались. Она приписывает эту готовность поверить сомнительному свидетельству маленькой девочки тому факту, что слишком много людей потеряло слишком много, и в этой ситуации козёл отпущения был необходим.
Приговор был автоматически обжалован прокурором в Высшем совете, как того требовал Указ об уголовном судопроизводстве 1670 года. Таким образом, Анжелика была отправлена в Квебек, где неделю спустя апелляционный суд подтвердил её виновность, несколько снизив жестокость приговора суда первой инстанции, так что Анжелике больше не должны были отрезать руку или сжечь заживо. Предписывалось её повесить, после наступления смерти тело сжечь, а пепел развеять. Совет также отменил требование, чтобы её провезли через весь город на мусорной тележке с табличкой, объявляющей её поджигательницей. Однако требование, чтобы её пытали в целях выявления её сообщников, сохранили. Члены совета, очевидно, полагали, как и монреальский суд, что Анжелика действовала не одна, тем более что Тибо исчез через пару дней после пожара и так и не был найден.
Через несколько дней подсудимая вернулась в Монреаль, и 21 июня суд приступил к зачитыванию ей пересмотренного приговора и подготовке к допросу с пытками. Анжелика упорно отказывалась признавать свою вину или называть имена сообщников, даже столкнувшись с испанским сапогом, орудием пытки, состоящим из набора деревянных досок, привязанных к ногам заключённого. Затем судья поручил палачу колонии и «мастеру пыток», чернокожему рабу по имени Матье Левейе, применить «обычный допрос» (четыре удара молотком вбивают клин между досками, тем самым оказывая всё большее давление, которое постепенно раздавливает ноги заключённого). Анжелика почти сразу же сломалась и признала свою вину, но по-прежнему утверждала, что действовала в одиночку. Судья приказал задать «экстраординарный допрос» (четыре удара по дополнительному клину, вставленному в лодыжки), и Анжелика, повторяя, что она и только она одна устроила пожар, умоляла суд прекратить её страдания и повесить её.
Во второй половине того же дня Анжелику в последний раз провели по улицам Монреаля и после остановки в церкви возвели на эшафот, обращённый к руинам разрушенных пожаром зданий, и там она была повешена, затем задушена до смерти, её тело было сожжено, а пепел развеян по ветру.